# Caipira picando fumo
Caipira picando fumo é uma pintura de Almeida Júnior que retrata um homem caipira simples. Sua data de criação é 1893. Encontra-se sob a guarda de Pinacoteca do Estado de São Paulo. A obra é considerada uma das mais notáveis realizadas por Almeida Júnior, um dos principais objetos da pintura regionalista.

## Descrição
A obra foi produzida com tinta a óleo. Suas medidas são: 202 centímetros de altura e 141 centímetros de largura. Faz parte de Coleção da Pinacoteca do Estado de São Paulo. O número de inventário é 13.
No centro da obra, há um trabalhador rural (Bento Roque Pires), que permanece alheio à atenção que lhe é conferida, compenetrado em sua atividade. O homem, de meia idade, tem seu rosto com marcas de dureza, e usa roupas simples, típicas do campo. Está sentado em frente a uma casa, feita de taipa, com uma faca na mão, picando fumo. Em volta, há palha.

## Contexto
O quadro foi realizado num período em que Almeida Júnior era reconhecido por sua representação da vida rural em São Paulo, já tendo atingido fama. Foi aliás nesse período que Cesário Motta aproximou-se do pintor, para que este realizasse pinturas para a formação do acervo do Museu Paulista.

## Análise
Assim como Amolação interrompida, Caipira picando fumo apresenta um personagem típico do sertão paulista, a quem é conferido "monumentalidade". É uma pintura característica do regionalismo.
Apesar dessa característica própria à brasilidade, foram reconhecidas influências técnicas europeias, em específico naturalistas, na pintura.

Diz-se do quadro:
| “ | Sem nenhuma concessão a um pitoresco feito de detalhes supérfluos, o picador de fumo, na sua postura concentrada, expondo de modo crucial sua faca, interpondo-a de fato entre si mesmo e o espectador, protege-se, protege sua autonomia individualizada, protege, pela violência possível, o lugar frágil que ocupa no mundo. | ” |

Foi também notado que o quadro caracteriza-se por uma representação de intimidade e compenetração. Há portanto o retrato do homem em um ambiente natural, de reconforto. A simbiose entre o caipira e seu ambiente é garantida pela presença dominante do sol.

## Recepção
O então diretor do Museu Paulista Rodolpho von Ihering realizou a transferência da obra para a Pinacoteca do Estado de São Paulo, por considerar que não havia espaço no edifício do Museu Paulista e que não ornava com o tom da sala triunfalista onde estava. O espaço anteriormente tomado pelo quadro é ocupado pelo Retrato de Maria Quitéria.